# Seznam maorských božstev
Toto je seznam maorských božstev, seznam není kompletní.
- Ao - ztělesnění světla a světa živých
- Arohirohi - bohyně přízraku, přeludu; optický klam
- Auahituroa - ztělesnění komet a počátku ohně
- Haumia-tiketike - bůh divokosti a neobdělávané potravy
- Hine-Nui-Te-Pō - bohyně noci a smrti, vládkyně podsvětí
- Ika-Roa - ryba která porodila všechny hvězdy v Mléčné dráze
- Ikatere - bůh ryb, otec všech mořských tvorů
- Kiwa - božský strážce oceánu
- Kui - podsvětní polobohyně
- Mahuika - bohyně ohně
- Makeatutara - otec Mauiho, strážce podsvětí
- Maru - bůh svěží morské vody, války
- Maui - polobůh a hrdina
- Papatūānuku (Papa) - prvotní matka Země
- Puhaorangi - nebeský bůh
- Punga - předek žraloků, ještěrů, všech ošklivých věcí
- Ranginui (Rangi) - prvotní otec nebes
- Rehua - bůh hvězd, síla léčitelství
- Rohe - bohyně světa duchů a manželka Mauiho
- Rongo Ma Tane - bůh obdělávané potravy
- Rongomai - jméno několika oddělených bytostí
- Ruaumoko - bůh vulkánů, zemětřesení a ročních období
- Tama-nui-te-ra - ztělesnění slunce
- Tanemahuta - bůh lesů a ptáků
- Tane-rore - ztělesnění mihotavého vzduchu
- Tangaroa - bůh moře
- Tangotango - nebeská bohyně
- Tawhaki - nadpřirozená bytost spojená s hromy a blesky
- Tawhirimatea - bůh počasí, hromů, blesků, deště, větru a bouře
- Te Uira - ztělesnění blesků
- Tinirau - strážce ryb
- Tumatauenga - bůh války
- Tu-te-wehiwehi - otec všech plazů
- Uenuku - bůh duhy
- Whaitiri - ztělesnění hromů
- Whiro - pán temnot a ztělesnění zla